# Licinius (Bischof)

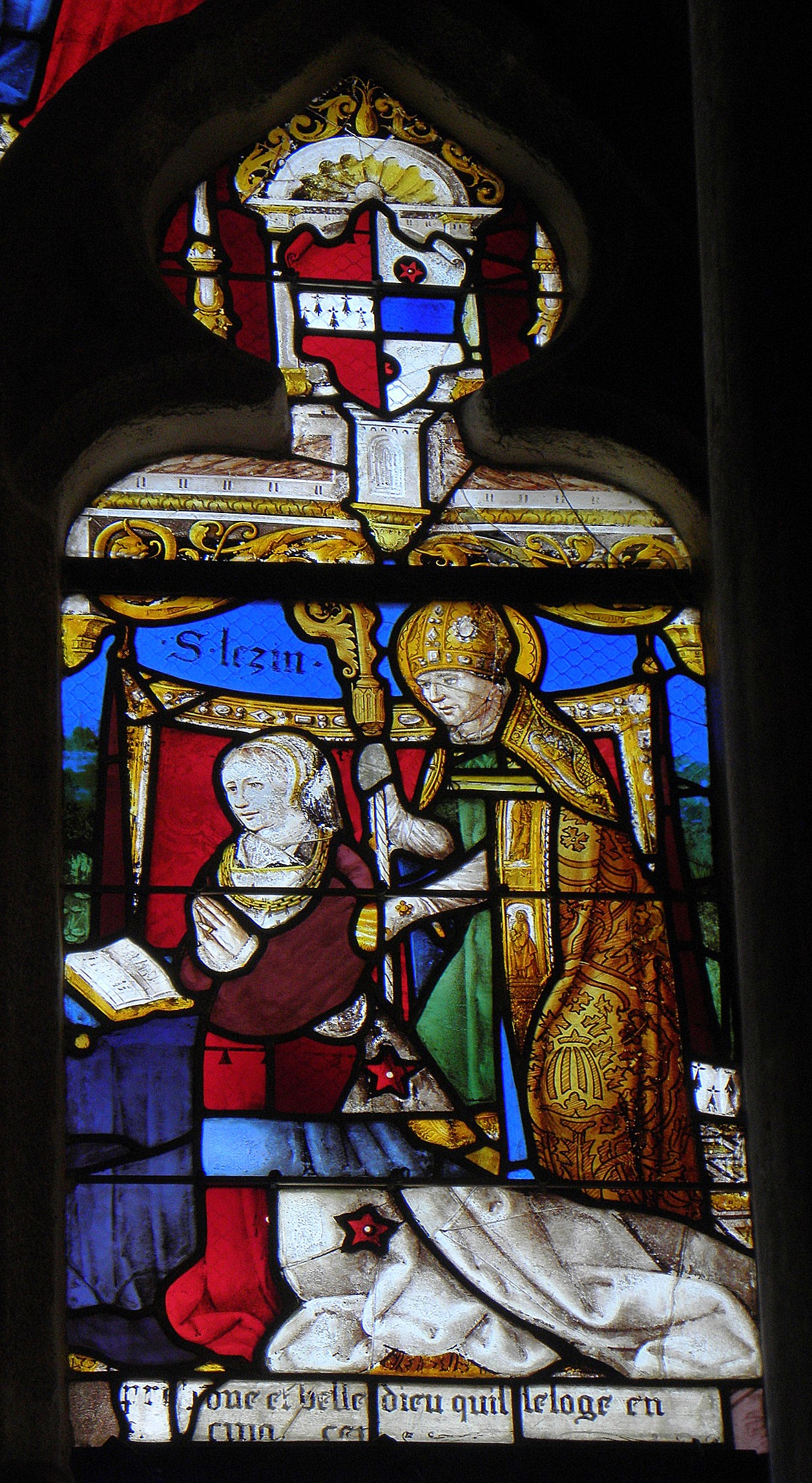
Charlotte von Ferré vorgestellt durch den Heiligen Licinius. Fenster in der Eponyme Kirche von La Chapelle-Janson (Ille-et-Vilaine).

Licinius (* um 540; † an einem 1. November um 610) (frz. Saint Lézin), deutsch auch Lezin, war Graf von Anjou von 587 bis etwa 592, danach war er Bischof von Angers von 592 bis etwa 610.

## Leben
Nach anderen Quellen wurde Licinius bereits um 585 Bischof von Angers. Er soll mit Bertrand von Le Mans befreundet gewesen sein. Papst Gregor „der Große“ bat Licinius um Hilfe bei der Mission in England. In Angers baute er das Johannes dem Täufer geweihte, später nach ihm benannte Kloster.

## Wirkung
Er gilt als Heiliger der orthodoxen und der katholischen Kirche. Sein Feiertag in der orthodoxen Kirche ist der 13. Februar, in der katholischen Kirche wird sein Gedenktag am 1. November begangen.
Magnobod von Angers ließ Licinius’ Reliquien in das von ihm gegründete Kloster in Angers überführen.